# Clathria myxilloides
Clathria myxilloides är en svampdjursart som beskrevs av Arthur Dendy 1896. Clathria myxilloides ingår i släktet Clathria och familjen Microcionidae. Inga underarter finns listade i Catalogue of Life.